# 宽柄铁线莲
宽柄铁线莲（学名：Clematis otophora）为毛茛科铁线莲属下的一个种。

## 扩展阅读
- 維基物種上的相關：宽柄铁线莲